# Rejon jenisejski
Rejon jenisejski (ros. Енисейский район, Jenisiejskij rajon) – rejon administracyjny i komunalny Kraju Krasnojarskiego w Rosji. Stolicą rejonu jest miasto Jenisejsk, które administracyjne nie stanowi części rejonu. Rejon został utworzony 4 kwietnia 1924 roku.

## Położenie
Rejon ma powierzchnię 106 300 km² i znajduje się w środkowo-zachodniej części Kraju Krasnojarskiego, granicząc na północny z rejonem turuchańskim i ewenkijskim, na wschodzie z rejonem siewiero-jenisejskim i motygińskim, na południowym wschodzie z rejonem kazaczyńskim, na południowym zachodzie z rejonami: pirowskim, biriluskim i tiuchtieckim, na zachodzie z obwodem tomskim, a na północnym zachodzie z Chanty-Mansyjskim Okręgiem Autonomicznym.
Przez rejon przepływa rzeka Jenisej, którą odbywa się transport wodny. Przez rejon przebiega również droga P409 zwana "traktem jenisejskim" oraz linia kolejowa Aczyńsk-Lesosibirsk z kolei transsyberyjskiej.

## Ludność
W 1989 roku rejon ten liczył 30 477 mieszkańców, w 2002 roku 31 315, w 2010 roku 27 220, a w 2011 zaludnienie spadło do 27 011 osób.

## Podział administracyjny
Administracyjnie rejon dzieli się na jedno robotnicze osiedle typu miejskiego Podtiosowo oraz 25 sielsowietów.